# Calheta (freguesia dos Açores)
Calheta é uma freguesia portuguesa do município da Calheta (Açores),  com 18,98 km² de área e 1275 habitantes (censo de 2021). A sua densidade populacional é 67,2 hab./km².

## Demografia
A população registada nos censos foi:
| Distribuição da População por Grupos Etários | Distribuição da População por Grupos Etários | Distribuição da População por Grupos Etários | Distribuição da População por Grupos Etários | Distribuição da População por Grupos Etários |
| -------------------------------------------- | -------------------------------------------- | -------------------------------------------- | -------------------------------------------- | -------------------------------------------- |
| Ano                                          | 0-14 Anos                                    | 15-24 Anos                                   | 25-64 Anos                                   | > 65 Anos                                    |
| 2001                                         | 230                                          | 177                                          | 638                                          | 204                                          |
| 2011                                         | 191                                          | 166                                          | 693                                          | 225                                          |
| 2021                                         | 177                                          | 113                                          | 691                                          | 294                                          |